# ژرژ ژنرو
ژرژ ژنرو (فرانسوی: George Genereux‎; ۱ مارس ۱۹۳۵ – ۱۰ آوریل ۱۹۸۹) تیرانداز اهل کانادا بود.
وی در مسابقات کشوری و بین‌المللی در مجموع برندهٔ ۱ مدال طلا شده‌است.